# Cyathea catacampta
Cyathea catacampta är en ormbunkeart som beskrevs av Arthur Hugh Garfit Alston. Cyathea catacampta ingår i släktet Cyathea och familjen Cyatheaceae. Inga underarter finns listade.